# 野鸡岗站
野鸡岗站是一个陇海线上的铁路车站，位于河南省商丘市民权县野鸡岗乡，建于1915年，目前为四等站，邮政编码为476841。目前客运：办理旅客乘降；行李、包裹托运；货运：办理整车货物发到。